# Änge garveri
Änge garveri anlades i början av 1860-talet vid ån i Änge, Offerdals socken, Jämtland. Vid garveriet bereddes skinn från olika djur. Skinnen kalkades först och blev därefter barkade. Innan lädret var helt torrt blev det svärtat och därefter smort. Det färdiga lädret såldes senare till bland annat skomakare. 
I takt med att självhushållet minskade i omfattning minskade uppdragen till garveriet. Verksamheten upphörde i början på 1900-talet. 